# Samastipur
Samastipur ist eine Stadt im Bundesstaat Bihar im Osten Indiens. Sie ist der Hauptsitz des gleichnamigen Distrikt Samastipur. Samastipur hat den Status eines City Council (Nagar parishad). Die Stadt ist in 28 Wards gegliedert. Sie ist ungefähr 85 km von Bihars Hauptstadt Patna entfernt. Die Einwohnerzahl der Stadt liegt laut der Volkszählung von 2011 bei 62.935 und die der Agglomeration bei 67.925. Der Burhi Gandak fließt durch die Stadt.